# IC 2987
IC 2987 ist eine Spiralgalaxie vom Hubble-Typ S im Sternbild Großer Bär am Nordsternhimmel. Sie ist schätzungsweise 304 Millionen Lichtjahre von der Milchstraße entfernt.
Das Objekt wurde am 13. Juni 1896 von Stéphane Javelle entdeckt.